# Per vivere meglio, divertitevi con noi
Per vivere meglio, divertitevi con noi è un film del 1978 diretto da Flavio Mogherini, composto da tre episodi interpretati come protagonisti da – rispettivamente – Monica Vitti, Johnny Dorelli e Renato Pozzetto.

## Trama

### Un incontro molto ravvicinato
Valentina Contarini soffre di "fallofobia" dopo essere rimasta isolata sull'Himalaya per oltre settanta giorni in compagnia di sette sherpa che abusano ripetutamente di lei, e crede d'incontrare un misterioso extraterrestre giunto sulla Terra per scoprire come si riproducono gli esseri umani. Dopo avere ceduto alle richieste del presunto alieno ed essere guarita si scopre che si è trattato di un trucco escogitato dagli psichiatri ingaggiati dal marito per farle superare il trauma.

### Il teorema gregoriano
Ottavio Del Bon, assicuratore trasferitosi da poco in provincia con la moglie, influenzato dal collega Gregorio, inizia a temere il tradimento della consorte: per tranquillizzarsi, la mette alla prova, ma gli esiti saranno drammatici.

### Non si può spiegare, bisogna vederlo
Siro Sante, un giovane oberato dai debiti a causa della sua passione per le scommesse sui cavalli – soprattutto sul cavallo Lord Byron, del quale è il proprietario –, viene perseguitato dai creditori e rischia di essere cacciato di casa. Organizza alcune truffe per racimolare soldi, finché il cavallo, considerato un brocco, inizia a vincere una corsa dietro l'altra. Il purosangue, ritiratosi in gloria, farà lo stallone; mentre Siro, diventato miliardario, avrà un'amante: la sua ex padrona di casa...

## Riprese
Gli interni del film furono girati negli studi I.C.E.T., De Paolis e Dear International, gli esterni furono girati a Padova e Vicenza (Un incontro molto ravvicinato), a Bracciano (Il teorema gregoriano) e a Varese (Non si può spiegare, bisogna vederlo); in quest'ultima città furono riprese all'ippodromo Le Bettole le scene della gara ippica.

## Distribuzione
Il film, iscritto al Pubblico registro cinematografico il 6 luglio 1978 con il n. 6.536, ottenne il visto censura n. 72.873 del 23 dicembre 1978 per una lunghezza della pellicola di 3.175 metri. La prima proiezione avvenne lo stesso giorno e l'incasso fu di 485.000.000 lire.
Le canzoni del film sono Where Clouds Could Never Fly, Aa Aa Uu Aa Ee, Up from the ceiling e Show Me the Way, eseguite da Zack Ferguson; World X, eseguita da Angela Dean; It's Me, e Guitar Boogie, eseguite dal complesso The Sound Waves (edizioni musicali NWA Records).
La colonna sonora originale del film venne pubblicata su 33 giri CLS Records MDTP 027, contenente 10 brani. Non risulta una ristampa su CD.
Il film è stato pubblicato su DVD nel 2011 dalla 01 Distribution.

## Altri tecnici
- Assistente montaggio: Ernesto Triunveri
- Aiuto montaggio: Roberto Amicucci
- Assistente scenografo: Daniele Mogherini
- Assistente costumista: Nicoletta Ercole
- Organizzatore generale: Paolo Infascelli
- Ispettori di produzione: Elio Saroli, Franco Mancarella, Hermes Gallippi
- Segretario di produzione: Angelo Mainardi
- Amministratore: Sergio Giussani
- Segretaria di edizione: Vittoria Vigorelli
- Aiuto regista: Vivalda Vigorelli
- Assistente regista: Raniero Compostella
- Operatori alla macchina: Giorgio Di Battista, Giorgio Tonti
- Assistenti operatori: Antonio Annunziata, Francesco Gagliardini, Renato Palmieri
- Parrucchiere: Rita Conversi, Adalgisa Favella
- Sarte: Isolina Benzi, Franca Lulli
- Fonici: Franco Bonini, Amedeo Casati
- Tecnico del mixage: Fausto Ancillai
- Microfonisti: Giulio Viggiani, Armando Janota
- Fotografi di scena: Roberto Russo (primo epis.), Luciano Locatelli (secondo epis.), Pietro Cagnazzo (terzo epis.)[1]

## Critica
(Giovanni Grazzini, Corriere della Sera, 24 dicembre 1978)

## Recensioni
- Maria Cristina Bruzzone, Il Secolo XIX, 24 dicembre 1978
- Callisto Cosulich, Paese Sera, 24 dicembre 1978
- Alberto Crespi, L'Unità, 27 dicembre 1978
- Franco Fossati, Corriere Mercantile, 27 dicembre 1978
- Tullio Kezich, La Repubblica, 25 dicembre 1978
- Stefano Reggiani, La Stampa, 31 dicembre 1978